# Julia Thurnau

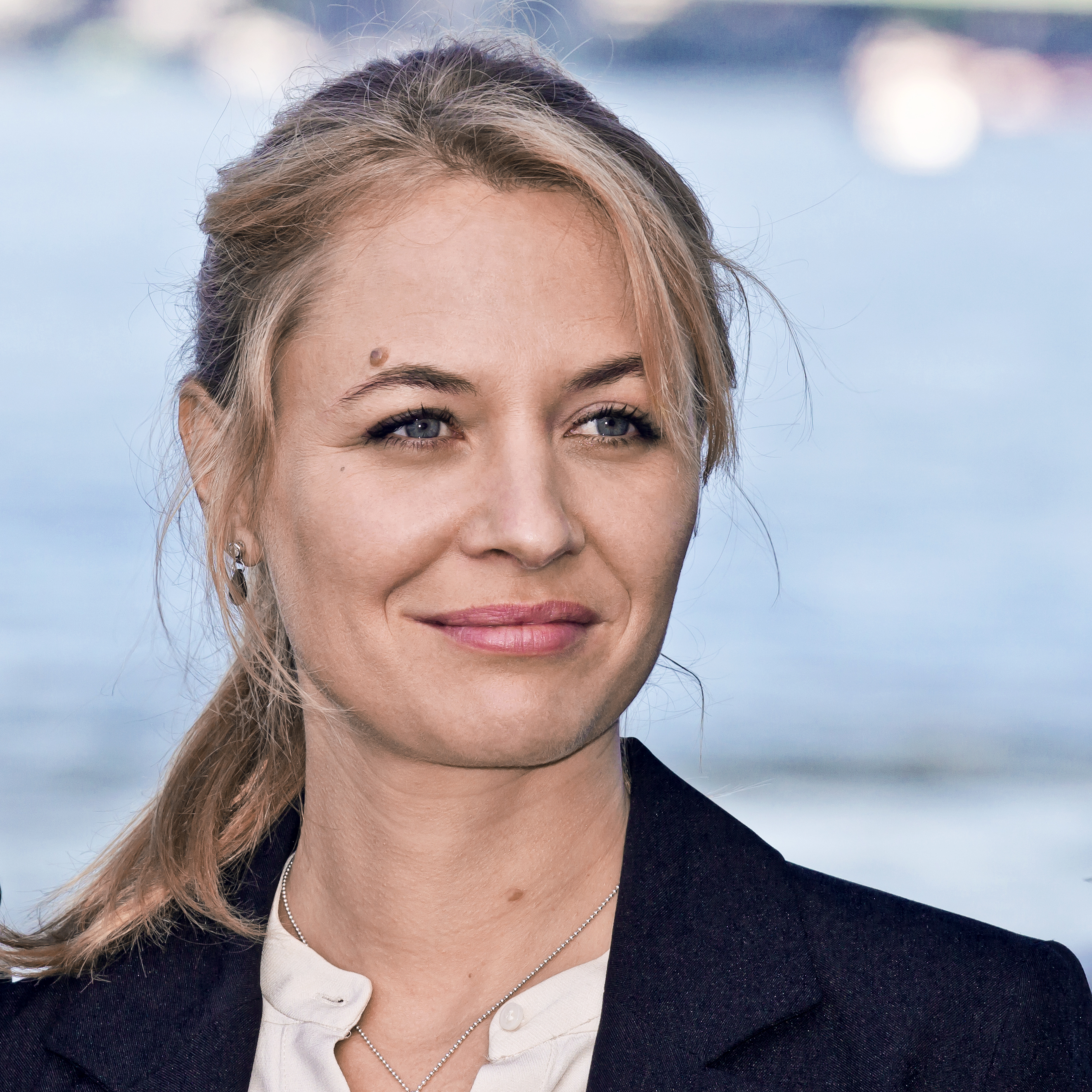
Julia Thurnau, 2014, bei Dreharbeiten zum WDR/ARD-Fernsehfilm „Momentversagen“

Julia Thurnau (* 21. Mai 1974 in München) ist eine deutsche Schauspielerin, die als bildende Künstlerin als Kollektiv-Mitglied von ClaudeHilde aktiv ist.

## Werdegang
Als Teil des Künstlerkollektivs ClaudeHilde ist Julia Thurnau als Künstlerin, Fotografin und Autorin aktiv. Sie ist als freie Fotografin und Künstlerin aktiv.
Julia Thurnau wuchs in Frankreich auf, sie spricht Muttersprachlich Französisch. Aus einer multikulturellen Familie stammend, beherrscht sie neben Deutsch ebenso gut Englisch und Spanisch.
2013 schloss sie ihr Studium der Bildenden Kunst als Meisterschülerin der Lensbased-Klasse an der Universität der Künste Berlin ab, im Anschluss studierte sie bei der institutionellen Kritikerin Andrea Fraser an der Akademie der bildenden Künste in München.
Ihr Debüt als Regisseurin gab Thurnau 2003 mit dem Kurzfilm Ondinas.
Während ihrer Schulzeit trat sie in mehreren Theaterstücken auf. Nach ihrem internationalen Baccalauréat durchlief sie das Casting für eine Rolle in der Fernsehserie So ist das Leben! Die Wagenfelds. In diesem Jahr trat sie auch in dem Kinofilm Nach Fünf im Urwald auf. Sie nahm an Seminaren nach der Method-Acting- und nach der Tschechow-Methode teil. Später besuchte sie eine private Schauspielschule in München und studierte weiter an der Hochschule für Schauspielkunst Ernst Busch in Berlin.
Nach zahlreichen Hauptrollen in deutschen Kino und Fernsehfilmen entwickelt sich ihre Karriere zunehmend auch in Frankreich. So spielte sie die Madame de Guémenée in Pierre Aknines Kinofilm Die drei Musketiere, die Marquise de Crequis in der historischen Krimiserie Nicholas le Floch sowie eine Hauptrolle in dem Historienfilm Les malgrés elles.
Von 2014 bis 2015 spielte sie in der ZDF-Krimiserie Letzte Spur Berlin die Kriminalkommissarin Caro Haffner, die die Schwangerschaftsvertretung für Mina Amiri (Jasmin Tabatabai) übernimmt. 2015 übernahm sie die Rolle der Staatsanwältin Caroline von Studt in Friedemann Fromms Film Momentversagen.

## Kino (Auswahl)
- 1995: Nach Fünf im Urwald
- 1997: Das merkwürdige Verhalten geschlechtsreifer Großstädter zur Paarungszeit
- 1998: Tag ohne Gestern
- 1999: Schmetterlinge der Nacht
- 2000: Bitte schön, danke schön
- 2001: Erkan & Stefan gegen die Mächte der Finsternis
- 2001: Leo und Claire
- 2002: Ein seltsames Paar
- 2002: Pieces of my Heart
- 2003: Ondinas
- 2005: Die drei Musketiere (D’Artagnan et les trois mousquetaires)
- 2005: Zwischenzeit
- 2006: Lumen
- 2007: After the fall
- 2014: 3 Türken und ein Baby
- 2009: In the last moment, Helene
- 2015: Drei Türken und ein Baby, Helgard
- 2016: Papa Bear
- 2018: Fame

## Fernsehen (Auswahl)
- 1996: So ist das Leben! Die Wagenfelds
- 1997: SOKO 5113  (Serie, Folge: Dumm gelaufen) Regie: Klaus Witting
- 1997: First Love – Das verflixte 1. Mal, Regie: Lennard Krawinkel
- 1998: Der Clown  (Serie, Folge: Harlekin) Regie: Sigi Rothemund
- 1998: Der verkaufte Großvater
- 1999: Der Weibsteufel, Regie: Jo Baier
- 1999: Geregelte Verhältnisse, Regie: K. W. Oehlschläger
- 1999: Urlaub in Marokko, Regie: Michael Wenning
- 2000: Nikola, Regie: Ulli Baumann
- 2000: Polizeiruf 110 – Böse Wetter
- 2000: Wie angelt man sich einen Müllmann, Regie: Karsten Wichniarz
- 2001: Polizeiruf 110 – Jugendwahn, Regie: Bodo Fürneisen
- 2001: Alles Atze, Episode 16 „Samenraub“ (als Hannah)
- 2001: Du oder keine, Regie: Marco Serafini
- 2001: Nicht ohne meinen Anwalt, Regie: Werner Masten
- 2001/02: Das Traumschiff – Chile und die Osterinseln
- 2001/02: Liebe, Lügen, Leidenschaften
- 2002: Die Rosenheim-Cops (Serie, Folge: Der Tote am See) Regie: Wilhelm Engelhardt
- 2002: Klinik unter Palmen (3 Folgen)
- 2002: Auch Erben will gelernt sein, Regie: Karola Meeder
- 2002: Der Bulle von Tölz: Tod nach der Disco, Regie: Werner Masten
- 2002: Er oder keiner, Regie: Marco Serafini
- 2003: Was nicht passt, wird passend…, Regie: Klaus von Punani
- 2004: SOKO Kitzbühel (Serie, Folge: Der Flug der Adler) Regie: Carl Lang
- 2004: Tatort – Abseits, Regie: Hajo Gies (Reihe)
- 2004: Utta Danella: Plötzlich ist es Liebe
- 2005: Der Mann, den Frauen wollen, Regie: Christoph Schrewe
- 2005: SOKO Wien (Serie, Folge: Blutige Spur) Regie: Jürgen Kaizik
- 2005: Wer entführt meine Frau?, Regie: Marco Serafini
- 2006: Inga Lindström: In den Netzen der Liebe Regie: John Delbridge
- 2006: Agathe kann’s nicht lassen – Engelsflügel, Regie: Helmut Metzger
- 2006: Alarm für Cobra 11, Regie: Axel Barth
- 2007: Die Alpenklinik – Eine Frage des Herzens
- 2007: SOKO 5113 (Serie, Folge: Schattenseiten) Regie Peter Stauch
- 2009: Auf der Suche nach dem G.
- 2009: Schatten der Gerechtigkeit, Regie: Hans Günther Bücking
- 2010: Mord in bester Gesellschaft – Alles Böse zum Hochzeitstag, Regie: Hans Werner
- 2011: Ausgerechnet Sex!
- 2012: A Gothic Tale of Gluttony
- 2013: Liebe und Tod auf Java
- 2013: Die Rosenheim-Cops (Serie, Folge: Auf Kommando tot)
- 2014–2015: Letzte Spur Berlin
- 2014: Momentversagen, Regie: Friedemann Fromm
- 2016: Der Bergdoktor (Serie, Folge: Die falsche Frau)
- 2016: Spuren der Rache
- 2017: SOKO Kitzbühel – Alte Schuld
- 2018: Papa Bear
- 2019: Terra-X – Ein Tag in Köln
- 2021: In aller Freundschaft – Die jungen Ärzte – Adventskind (Fernsehfilm)

## Theater (Auswahl)
- 2002: Birdsong, Regie: Beatrice Murmann
- 2004: Liebst du mich Lump, Regie: Beatrice Murmann
- 2005: Fräulein Julie, Regie: Marcel Krohn
- 2007: The Vagina Monologues, Regie: Laurie Norquist
- 2009: Roses Geheimnis, Regie: Frank Matthus
- 2020: ClaudeHildes Pop up Galerie/Verkaufsfläche, is hosting „Die Sprachmaschine“. Einzelausstellung der bildenden Kunst & Szenische Lesung mit Julia Thurnau, Margarita Breitkreiz und Daniel Wittkopp.
- 2023: Artist at Work, soziale skulptur, Volksbühne am Rosa-Luxemburg Platz, Berlin.
- 2023: Artist at Work, soziale skulptur, Volksbühne am Rosa-Luxemburg Platz zu Gast in der Galerie spce der Muthesius Kunsthochschule, Kiel.